# Creslow
Creslow – wieś w Anglii, w hrabstwie Buckinghamshire, w dystrykcie (unitary authority) Buckinghamshire. Leży 65 km na północny zachód od centrum Londynu. Miejscowość liczy 19 mieszkańców.